# Подузов Олег В'ячеславович
Олег В'ячеславович Подузов (25 січня 1960) — радянський хокеїст, нападник.

## Спортивна кар'єра
Вихованець ангарського «Єрмака». На одному з турнірів його помітив Борис Гольцев і запросив шістнадцятирічного юнака до команди «Прогрес» з удмуртського міста Глазов, згодом переїхав до Києва. Виступав за клуби «Сокіл» (Київ), «Машинобудівник» (Київ), «Динамо» (Харків), «Кренгольм» (Нарва), «Таллекс» (Таллінн). За три сезони у «Соколі» провів у вищій лізі СРСР 46 матчів. Одноклубник Сергій Горбушин розповідав, що Подузов добре розумів гру, але йому дещо не вистачало швидкості.

## Статистика
| Сезон   | Команда                 | Ліга  | І  | Г  | П  | 0  | Штр |
| ------- | ----------------------- | ----- | -- | -- | -- | -- | --- |
| 1979-80 | «Сокіл» (Київ)          | вища  | 19 | 0  | 0  | 0  | 4   |
| 1980-81 | «Сокіл» (Київ)          | вища  | 2  | 0  | 0  | 0  | 0   |
|         | «Машинобудівник» (Київ) | друга |    | 40 |    |    |     |
| 1981-82 | «Сокіл» (Київ)          | вища  | 25 | 1  | 0  | 1  | 16  |
| 1982-83 | «Динамо» (Харків)       | перша | 69 | 20 | 4  | 24 |     |
| 1983-84 | «Динамо» (Харків)       | перша | 46 | 3  |    |    |     |
| 1985-86 | «Кренгольм» (Нарва)     | друга | 66 | 36 | 18 | 54 | 34  |
| 1986-87 | «Таллекс» (Таллінн)     | друга | 34 | 26 | 7  | 33 | 22  |
| 1987-88 | «Таллекс» (Таллінн)     | перша | 61 | 18 | 3  | 21 | 26  |